# 제임 검브
제임 검브(Jame Gumb)는 토머스 해리스의 1988년 소설 《양들의 침묵》의 등장인물이자 메인 악역이다. 1991년 영화에서는 테드 러바인이 연기했다. 여자들을 죽이고 가죽을 벗겨서 그 가죽으로 옷을 만드는 연쇄살인범이다.

## 배경 설정
캘리포니아에서 알코올 중독자 매춘부 어머니에게서 태어났다. 이름 "제임"은 출생신고 때 어머니가 "제임스"를 잘못 쓴 것이다. 2살 때 어머니에게 버림받고 가정위탁을 보내졌다. 열 살때까지 가정위탁을 받다가 조부모에게 입양되었으나, 열두 살 때 우발적으로 조부모를 살해함으로써 첫 살인을 저질렀다. 이후 정신병원에 보내져서 재단사 일을 배웠다.
볼티모어의 골동품 가게에서 일하면서 벤자민 라스페일이라는 남자와 사귀게 되었다. 그러다 라스페일이 떠나자 라스페일의 새 애인 클라우스를 죽이고 그 가죽을 벗겼다.
검브는 여성화 욕구를 가지고 있으나, 정신적 장애로 인해 성전환 수술을 거부당했다. 이에 그는 여자들을 죽여 가죽을 벗겨 "여자 옷"을 만들어 입으려고 한다. 
검브는 체중이 많이 나가는 여성에게 접근해 다친 척 하고 도움을 요청한 뒤, 뒤통수를 후려쳐 기절시키고 납치하는 수법을 썼다. 그리고 여자를 집에 끌고간 뒤 지하실의 우물 속에 가두고 가죽을 벗기기 쉽도록 굶긴다. 여자를 목졸라 죽인 특정 신체 부위의 가죽을 벗기고(피해자마다 가죽을 벗긴 부위가 다르다), 시체는 강에 유기한다. 세 번째 살인까지는 교살을 사용하다가, 네 번째부터 총으로 쏘아 죽인 뒤 목구멍 속에 해골박각시 번데기를 집어넣고 유기한다.

## 양들의 침묵
소설이 시작하는 시점에서 검브는 다섯 명의 여성을 살해했고, 소위 "버팔로 빌"이라는 별명을 얻게 된다. FBI의 잭 크로포드는 클라리스 스탈링을 한니발 렉터에게 보내 이 사건과 관련된 정보를 얻어내라고 지시한다(렉터는 과거 라스페일을 진료하면서 검브를 만난 적이 있었다). 검브가 미국 상원의원 루스 마틴의 딸 캐서린 마틴을 납치하자 렉터는 시설이 좋은 연방 교도소로 이감해 줄 것을 조건으로 살인범에 관한 프로파일링을 제공한다. 렉터가 제공한 프로파일링은 거의 모두 암호와 수수께끼의 형태로 되어 있으며, 그것을 스탈링은 풀어야 한다.
마침내 스탈링은 렉터의 수수께끼를 풀고 검브가 최초의 피해자인 빔멜과 아는 사이였다는 결론을 내리고, 오하이오주의 빔멜의 고향으로 찾아간다. 한편 크로포드는 살인범의 정체를 알아내고 기동대를 파견해 그를 체포하려 하지만, 그 주소는 단순히 사업상 주소였기에 텅 빈 방만 찾아내게 된다. 스탈링은 빔멜의 고용주였던 리프먼 부인을 찾아갔다가 그 집에 살고 있는 검브("잭 고든"이라는 가명을 사용하고 있던)를 만난다(리프먼 부인은 검브에게 살해당했다). 해골박각시가 집 안에 날아다니는 것을 본 스탈링은 자신이 범인을 찾아냈음을 알아차리고 검브를 체포하려 한다. 검브는 지하실로 도망친 다음 야시경을 끼고 리볼버로 스탈링을 죽이려 한다. 하지만 그 순간 등 뒤에서 들리는 소리를 들은 스탈링이 뒤돌아 총을 난사하고, 검브는 총에 맞아 죽는다.